# Национальный банк Камбоджи
Национальный банк Камбоджи (кхмер. ធនាគារជាតិនៃកម្ពុជា) — центральный банк Камбоджи.

## История
23 декабря 1954 года создан Национальный банк Камбоджи.
При режиме Пол Пота 17 апреля 1975 года денежное обращение и банковская система были упразднены.
10 октября 1979 года принято решение Народно-революционного совета о восстановлении банка. 1 апреля 1980 года начал выпуск банкнот и монет Национальный банк кампучийского народа. 30 января 1992 года банк переименован в Национальный банк Камбоджи.